# República Popular China en los Juegos Olímpicos de Tokio 2020
La República Popular China estuvo representada en los Juegos Olímpicos de Tokio 2020 por un total de 405 deportistas, 282 mujeres y 123 hombres, que compitieron en 30 deportes.
Los portadores de la bandera en la ceremonia de apertura fueron el practicante de taekwondo Zhao Shuai y la jugadora de voleibol Zhu Ting.

## Medallistas
El equipo olímpico chino obtuvo las siguientes medallas:
| Nombre                                                                                            | Deporte               | Competición                    |
| ------------------------------------------------------------------------------------------------- | --------------------- | ------------------------------ |
| Oro                                                                                               |                       |                                |
| Gong Lijiao                                                                                       | Atletismo             | Peso F                         |
| Liu Shiying                                                                                       | Atletismo             | Jabalina F                     |
| Chen Yufei                                                                                        | Bádminton             | Individual F                   |
| Wang Yilyu Huang Dongping                                                                         | Bádminton             | Dobles mixto                   |
| Bao Shanju Zhong Tianshi                                                                          | Ciclismo en pista     | Velocidad por equipos F        |
| Sun Yiwen                                                                                         | Esgrima               | Espada individual F            |
| Liu Yang                                                                                          | Gimnasia artística    | Anillas M                      |
| Zou Jingyuan                                                                                      | Gimnasia artística    | Paralelas M                    |
| Guan Chenchen                                                                                     | Gimnasia artística    | Barra de equilibrio F          |
| Zhu Xueying                                                                                       | Gimnasia en trampolín | Individual F                   |
| Li Fabin                                                                                          | Halterofilia          | 61 kg M                        |
| Chen Lijun                                                                                        | Halterofilia          | 67 kg M                        |
| Shi Zhiyong                                                                                       | Halterofilia          | 73 kg M                        |
| Lyu Xiaojun                                                                                       | Halterofilia          | 81 kg M                        |
| Hou Zhihui                                                                                        | Halterofilia          | 49 kg F                        |
| Wang Zhouyu                                                                                       | Halterofilia          | 87 kg F                        |
| Li Wenwen                                                                                         | Halterofilia          | +87 kg F                       |
| Wang Shun                                                                                         | Natación              | 200 m estilos M                |
| Zhang Yufei                                                                                       | Natación              | 200 m mariposa F               |
| Yang Junxuan Tang Muhan Zhang Yufei Li Bingjie                                                    | Natación              | 4 × 200 m libre F              |
| Xu Shixiao Sun Mengya                                                                             | Piragüismo            | C2 500 m F                     |
| Chen Yunxia Zhang Ling Lyu Yang Cui Xiaotong                                                      | Remo                  | Cuatro scull (W4X) F           |
| Xie Siyi                                                                                          | Saltos                | Trampolín 3 m M                |
| Cao Yuan                                                                                          | Saltos                | Plataforma 10 m M              |
| Wang Zongyuan Xie Siyi                                                                            | Saltos                | Trampolín 3 m sincro. M        |
| Shi Tingmao                                                                                       | Saltos                | Trampolín 3 m F                |
| Quan Hongchan                                                                                     | Saltos                | Plataforma 10 m F              |
| Shi Tingmao Wang Han                                                                              | Saltos                | Trampolín 3 m sincro. F        |
| Chen Yuxi Zhang Jiaqi                                                                             | Saltos                | Plataforma 10 m sincro. F      |
| Ma Long                                                                                           | Tenis de mesa         | Individual M                   |
| Fan Zhendong Ma Long Xu Xin                                                                       | Tenis de mesa         | Equipo M                       |
| Chen Meng                                                                                         | Tenis de mesa         | Individual F                   |
| Chen Meng Sun Yingsha Wang Manyu                                                                  | Tenis de mesa         | Equipo F                       |
| Zhang Changhong                                                                                   | Tiro                  | Rifle 3 posiciones 50 m M      |
| Yang Qian                                                                                         | Tiro                  | Rifle de aire 10 m F           |
| Yang Qian Yang Haoran                                                                             | Tiro                  | Rifle 10 m mixto               |
| Jiang Ranxin Pang Wei                                                                             | Tiro                  | Pistola de aire 10 m mixto     |
| Lu Yunxiu                                                                                         | Vela                  | RS:X F                         |
| Plata                                                                                             |                       |                                |
| Wang Zheng                                                                                        | Atletismo             | Martillo F                     |
| Zhu Yaming                                                                                        | Atletismo             | Triple salto M                 |
| Chen Long                                                                                         | Bádminton             | Individual M                   |
| Li Junhui Liu Yuchen                                                                              | Bádminton             | Dobles M                       |
| Chen Qingchen Jia Yifan                                                                           | Bádminton             | Dobles F                       |
| Zheng Siwei Huang Yaqiong                                                                         | Bádminton             | Dobles mixto                   |
| Gu Hong                                                                                           | Boxeo                 | Wélter (64–69 kg) F            |
| Li Qian                                                                                           | Boxeo                 | Medio (69–75 kg) F             |
| Xiao Ruoteng                                                                                      | Gimnasia artística    | Concurso individual M          |
| You Hao                                                                                           | Gimnasia artística    | Anillas M                      |
| Tang Xijing                                                                                       | Gimnasia artística    | Barra de equilibrio F          |
| Dong Dong                                                                                         | Gimnasia en trampolín | Individual M                   |
| Liu Lingling                                                                                      | Gimnasia en trampolín | Individual F                   |
| Liao Qiuyun                                                                                       | Halterofilia          | 55 kg F                        |
| Yin Xiaoyan                                                                                       | Karate                | 61 kg F                        |
| Sun Yanan                                                                                         | Lucha libre           | 50 kg F                        |
| Pang Qianyu                                                                                       | Lucha libre           | 53 kg F                        |
| Zhang Yufei                                                                                       | Natación              | 100 m mariposa F               |
| Xu Jiayu Yan Zibei Zhang Yufei Yang Junxuan                                                       | Natación              | 4 × 100 m estilos mixto        |
| Huang Xuechen Sun Wenyan                                                                          | Natación sincronizada | Dúo F                          |
| Feng Yu Guo Li Huang Xuechen Liang Xinping Sun Wenyan Wang Qianyi Xiao Yanning Yin Chengxin       | Natación sincronizada | Equipo F                       |
| Liu Hao                                                                                           | Piragüismo            | C1 1000 m M                    |
| Liu Hao Zheng Pengfei                                                                             | Piragüismo            | C2 1000 m M                    |
| Wang Zongyuan                                                                                     | Saltos                | Trampolín 3 m M                |
| Yang Jian                                                                                         | Saltos                | Plataforma 10 m M              |
| Cao Yuan Chen Aisen                                                                               | Saltos                | Plataforma 10 m sincro. M      |
| Wang Han                                                                                          | Saltos                | Trampolín 3 m F                |
| Chen Yuxi                                                                                         | Saltos                | Plataforma 10 m F              |
| Fan Zhendong                                                                                      | Tenis de mesa         | Individual M                   |
| Sun Yingsha                                                                                       | Tenis de mesa         | Individual F                   |
| Xu Xin Liu Shiwen                                                                                 | Tenis de mesa         | Dobles mixto                   |
| Sheng Lihao                                                                                       | Tiro                  | Rifle de aire 10 m M           |
| Bronce                                                                                            |                       |                                |
| Liu Hong                                                                                          | Atletismo             | 20 km marcha F                 |
| Tang Xingqiang Xie Zhenye Su Bingtian Wu Zhiqiang                                                 | Atletismo             | 4 × 100 m M                    |
| Equipo                                                                                            | Baloncesto 3 × 3      | Torneo F                       |
| Xiao Ruoteng                                                                                      | Gimnasia artística    | Suelo M                        |
| Lin Chaopan Sun Wei Xiao Ruoteng Zou Jingyuan                                                     | Gimnasia artística    | Equipo M                       |
| Gong Li                                                                                           | Karate                | +61 kg F                       |
| Walihan Sailike                                                                                   | Lucha grecorromana    | 60 kg M                        |
| Zhou Qian                                                                                         | Lucha                 | 76 kg F                        |
| Li Bingjie                                                                                        | Natación              | 400 m libre F                  |
| Liu Zhiyu Zhang Liang                                                                             | Remo                  | Doble scull (M2X) M            |
| Wang Zifeng Wang Yuwei Xu Fei Miao Tian Zhang Min Ju Rui Li Jingjing Guo Linlin Zhang Dechang (t) | Remo                  | Ocho con timonel (W8+) F       |
| Zhao Shuai                                                                                        | Taekwondo             | –68 kg M                       |
| Yang Haoran                                                                                       | Tiro                  | Rifle de aire 10 m M           |
| Li Yuehong                                                                                        | Tiro                  | Pistola rápida de fuego 25 m M |
| Pang Wei                                                                                          | Tiro                  | Pistola de aire 10 m M         |
| Xiao Jiaruixuan                                                                                   | Tiro                  | Pistola 25 m F                 |
| Jiang Ranxin                                                                                      | Tiro                  | Pistola de aire 10 m F         |
| Wei Meng                                                                                          | Tiro                  | Skeet F                        |
| Bi Kun                                                                                            | Vela                  | RS:X M                         |